# Aesthetic Surgery Journal
Das Aesthetic Surgery Journal, abgekürzt Aesthet. Surg. J., ist eine wissenschaftliche Fachzeitschrift, die vom Oxford University Press im Auftrag der American Society for Aesthetic Plastic Surgery und verschiedener anderer medizinischer Fachgesellschaften veröffentlicht wird. Die Zeitschrift erscheint seit 1997 unter dem derzeitigen Namen mit acht Ausgaben im Jahr. Es werden Arbeiten aus dem Bereich der Schönheitschirurgie veröffentlicht.
Der Impact Factor lag im Jahr 2014 bei 1,841. Nach der Statistik des ISI Web of Knowledge wird das Journal mit diesem Impact Factor in der Kategorie Chirurgie an 82. Stelle von 198 Zeitschriften geführt.